# Gustavo Gómez
Gustavo Raúl Gómez Portillo, plus couramment appelé Gustavo Gómez, est un footballeur international paraguayen, né le 6 mai 1993 à San Juan Bautista. Évoluant au poste de défenseur central, il joue actuellement pour SE Palmeiras.

## Biographie

### En sélection
Il est retenu dans la liste du sélectionneur Eduardo Berizzo pour disputer la Copa América 2021,.

## Palmarès
Avec le Club Libertad
- Champion du Paraguay en 2014 (tournoi d'ouverture)

 Avec le CA Lanús
- Champion d'Argentine en 2016

 Avec l'AC Milan
- Supercoupe d'Italie en 2016

 Avec Palmeiras
- Champion du Brésil :2018
- Vainqueur de la Copa Libertadores en 2020
- Vainqueur du Coupe du Brésil:2020
- Vainqueur du Championnat de São Paulo:2020

## Statistiques

### En club
Le tableau ci-dessous récapitule les statistiques de Gustavo Gómez lors de sa carrière en club :
| Saison                | Club                  | Championnat           | Championnat | Championnat | Coupe(s) nationale(s) | Coupe(s) nationale(s) | Compétition(s) continentale(s) | Compétition(s) continentale(s) | Compétition(s) continentale(s) | Autres compétitions | Autres compétitions | Autres compétitions | Total | Total |
| Saison                | Club                  | Division              | M.          | B.          | M.                    | B.                    | Comp.                          | M.                             | B.                             | Comp.               | M.                  | B.                  | M.    | B.    |
| 2011                  | Libertad              | 1                     | 2           | 0           | -                     | -                     | -                              | -                              | -                              | -                   | -                   | -                   | 2     | 0     |
| 2012                  | Libertad              | 1                     | 2           | 0           | -                     | -                     | -                              | -                              | -                              | -                   | -                   | -                   | 2     | 0     |
| 2013                  | Libertad              | 1                     | 23          | 1           | -                     | -                     | CS                             | 10                             | 2                              | -                   | -                   | -                   | 33    | 3     |
| 2014                  | Libertad              | 1                     | 20          | 4           | -                     | -                     | -                              | -                              | -                              | -                   | -                   | -                   | 20    | 4     |
| Sous-total            | Sous-total            | Sous-total            | 47          | 5           | -                     | -                     | -                              | 10                             | 2                              | -                   | -                   | -                   | 57    | 7     |
| 2014                  | CA Lanús              | 1                     | 15          | 0           | 1                     | 0                     | CS+RS                          | 1+2                            | 0+0                            | CSB                 | 1                   | 0                   | 20    | 0     |
| 2015                  | CA Lanús              | 1                     | 24          | 0           | 5                     | 3                     | CS                             | 4                              | 1                              | LS                  | 3                   | 0                   | 36    | 4     |
| 2016                  | CA Lanús              | 1                     | 15          | 0           | 1                     | 0                     | -                              | -                              | -                              | FC                  | 1                   | 0                   | 17    | 0     |
| Sous-total            | Sous-total            | Sous-total            | 54          | 0           | 7                     | 3                     | -                              | 7                              | 1                              | -                   | 4                   | 0                   | 72    | 4     |
| 2016-2017             | AC Milan              | 1                     | 18          | 0           | 1                     | 0                     | -                              | -                              | -                              | -                   | -                   | -                   | 19    | 0     |
| Sous-total            | Sous-total            | Sous-total            | 18          | 0           | 1                     | 0                     | -                              | 0                              | 0                              | -                   | 0                   | 0                   | 19    | 0     |
| Total sur la carrière | Total sur la carrière | Total sur la carrière | 119         | 5           | 8                     | 3                     | -                              | 17                             | 3                              | -                   | 5                   | 0                   | 149   | 11    |

### En sélection nationale
| Saison                | Sélection             | Phases finales          | Phases finales | Phases finales | Phases finales | Éliminatoires CDM | Éliminatoires CDM | Éliminatoires CDM | Matchs amicaux | Matchs amicaux | Matchs amicaux | Total | Total | Total |
| Saison                | Sélection             | Compétition             | M              | B              | Pd             | M                 | B                 | Pd                | M              | B              | Pd             | M     | B     | Pd    |
| --------------------- | --------------------- | ----------------------- | -------------- | -------------- | -------------- | ----------------- | ----------------- | ----------------- | -------------- | -------------- | -------------- | ----- | ----- | ----- |
| 2013-2014             | Paraguay              | -                       | -              | -              | -              | 3                 | 1                 | 0                 | 2              | 1              | 0              | 5     | 2     | 0     |
| 2014-2015             | Paraguay              | Copa América 2015 4e    | -              | -              | -              | -                 | -                 | -                 | 5              | 0              | 0              | 5     | 0     | 0     |
| 2015-2016             | Paraguay              | Copa América Centenario | 3              | 0              | 0              | 2                 | 0                 | 0                 | 1              | 0              | 0              | 6     | 0     | 0     |
| 2016-2017             | Paraguay              | -                       | -              | -              | -              | 5                 | 0                 | 0                 | 2              | 0              | 0              | 7     | 0     | 0     |
| 2017-2018             | Paraguay              | -                       | -              | -              | -              | 4                 | 0                 | 0                 | 2              | 0              | 0              | 6     | 0     | 0     |
| 2018-2019             | Paraguay              | Copa América 2019       | 3              | 0              | 0              | -                 | -                 | -                 | 3              | 1              | 0              | 6     | 1     | 0     |
| 2019-2020             | Paraguay              | -                       | -              | -              | -              | -                 | -                 | -                 | 6              | 0              | 0              | 6     | 0     | 0     |
| 2020-2021             | Paraguay              | Copa América 2021       | 4              | 1              | 0              | 6                 | 0                 | 0                 | -              | -              | -              | 10    | 1     | 0     |
| 2021-2022             | Paraguay              |                         | -              | -              | -              | 8                 | 0                 | 0                 | 1              | 0              | 0              | 9     | 0     | 0     |
| 2022-2023             | Paraguay              |                         | -              | -              | -              | -                 | -                 | -                 | 6              | 0              | 0              | 6     | 0     | 0     |
| 2023-2024             | Paraguay              | Copa América 2024       | 0              | 0              | 0              | 6                 | 0                 | 0                 | 2              | 0              | 0              | 8     | 0     | 0     |
| 2024-2025             | Paraguay              |                         | -              | -              | -              | 5                 | 0                 | 0                 | -              | -              | -              | 5     | 0     | 0     |
| Total sur la carrière | Total sur la carrière | Total sur la carrière   | 10             | 1              | 0              | 39                | 1                 | 0                 | 30             | 2              | 0              | 79    | 4     | 0     |

### Buts en sélection nationale
| No | Date             | Stade, ville, pays                               | Adversaire | Résultat | Compétition                             |
| -- | ---------------- | ------------------------------------------------ | ---------- | -------- | --------------------------------------- |
| 1  | 6 septembre 2013 | Estadio Defensores del Chaco, Asuncion, Paraguay | Bolivie    | V 4-0    | Éliminatoires de la Coupe du monde 2014 |
| 2  | 5 mars 2014      | Stade national, San José, Costa Rica             | Costa Rica | D 1-2    | Match amical                            |

NB : Les scores sont affichés sans tenir compte du sens conventionnel en cas de match à l'extérieur (Paraguay-Adversaire)